# Миколаївка (Суджанський район)
Миколаївка (рос. Николаевка) — присілок в Суджанському районі Курської області Російської Федерації.
Населення становить 43 особи. Входить до складу муніципального утворення Малолокнянська сільрада.

## Історія
Населений пункт розташований на території українського етнічного та культурного краю Східна Слобожанщина.
Від 2004 року входить до складу муніципального утворення Малолокнянська сільрада.

## Населення
| 2002 | 2010 |
| ---- | ---- |
| 62   | ↘43  |